# Teatro Colombo
O Teatro Colombo foi uma sala de espetáculos brasileira situada no Largo da Concórdia, bairro do Brás, na cidade de São Paulo. Era considerado o teatro de melhor acústica da cidade e tinha capacidade para 1968 lugares. Neste teatro o compositor italiano Pietro Mascagni regeu pessoalmente sua sua ópera Amica.

## História
O teatro foi inaugurado em 20 de fevereiro de 1908 após a reforma do prédio do antigo Mercado do Brás, no Largo da Concórdia, com apoio do coronel França Pinto. Na inauguração foi apresentada a peça Maria Antonieta, rainha da França, de Giacometti, pela Companhia Dramática Italiana dirigida pelo ator Antonio Bolognesi. O teatro tinha capacidade para 1968 lugares, contando com 39 camarotes e 24 frisas. Tinha ainda as cadeiras de plateia e três arquibancadas, comportando 260 lugares em pé. Era considerado o teatro de melhor acústica da cidade.
A criação do Colombo foi uma resposta das classes menos favorecidas à elitização dos teatros paulistanos e de seus preços exorbitantes cobrados pelas bilheterias. Era conhecido como o local de reunião das famílias dos bairros industriais e populosos, por praticar preços ao alcance das classes operárias.
Em 3 de agosto de 1911 o compositor Pietro Mascagni regeu pessoalmente sua ópera Amica, ocasião tão especial que o edifício recebeu uma placa comemorativa em seu saguão. A apresentação na época foi anunciada como "A mais completa expedição lírica de todos os tempos", contando com uma produção de 183 pessoas vindas da Itália, incluindo os músicos da orquestra.
Do teatro brasileiro, o Colombo recebeu artistas como Itália Fausta, Leopoldo Fróes, Procópio Ferreira e Nino Nello. Recebeu também artistas internacionais e numerosas companhias estrangeiras, especialmente italianas, em apresentações de óperas, balé, concertos e peças de teatro. Com o tempo, passou a exibir filmes e a hospedar bailes de carnaval que se tornaram famosos na cidade. O local também foi palco de grandes manifestações de trabalhadores e grupos de tendência anarquista.
Em 1911, arrendado pela Companhia Cinematográfica Brasileira de propriedade de Francisco Serrador, o teatro tornou-se uma sala de exibição de filmes e entrou em decadência nos anos seguintes. A prefeitura do município conseguiu reavê-lo para reinaugurá-lo em 1952, mas o Colombo não conseguiu se impor no cenário cultural paulistano como antes. Posteriormente a prefeitura fez planos de sua demolição para a construção da Radial Leste.
Em julho de 1957 o edifício foi interditado por não apresentar condições de segurança devido a problemas em seu telhado.
Em 19 de julho de 1966 seu edifício ardeu em chamas e foi completamente destruído. As causas do incêndio são suspeitas. Foi publicado no jornal O Estado de S. Paulo que o teatro vinha sendo ameaçado de destruição por telefonemas anônimos. O primeiro incêndio se iniciou num colchão colocado no teatro vazio no domingo, 17 de julho. Na ocasião o fogo foi controlado, mas na quarta-feira irrompeu novamente e destruiu o edifício em apenas trinta minutos.
Do outro lado da mesma praça ficava a antiga "Estação do Norte", da Estrada de Ferro Central do Brasil, mais tarde denominada "Estação Roosevelt". Hoje chama-se Estação Brás da Companhia Paulista de Trens Metropolitanos (CPTM), integrada com o Metrô de São Paulo.